# Soberano Gran Comendador

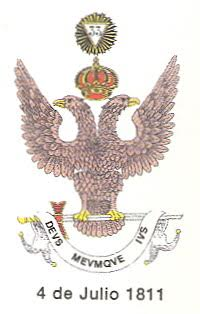
Emblema del Supremo Consejo del Grado 33 del Rito Escocés Antiguo y Aceptado para España

Dícese Soberano Gran Comendador a la persona que preside el Supremo Consejo del Grado 33 del rito masónico denominado Rito Escocés Antiguo y Aceptado.
Un Supremo Consejo del Grado 33 es la estructura que ejerce la jurisdicción sobre las cámaras de los grados 4º a 33º de dicho Rito que se sitúen bajo sus auspicios.
Si bien en un país puede existir una cantidad de francmasones que ostenten el grado 33, llamados Grandes Inspectores Generales, sólo una pequeña cantidad de ellos pueden participar en el Supremo Consejo, del cual emanará el Soberano Gran comendador, que es la cabeza de este consejo Masónico.
Este Sistema tal cual lo conocemos hoy, fue ordenado por el emperador Federico II de Prusia quien tomó la labor, de aunar a todos los sistemas iniciáticos "escoceses" y darles una estructura orgánica y jerárquica. 
Para ello, en 1786 promulgó las grandes constituciones del Rito Escocés Antiguo y Aceptado. En las cuales explicaba el sistema de treinta y tres grados que conocemos hoy en día. 
Federico II de Prusia ostentó el cargo de Gran Comendador, Gran Maestro Universal y Conservador de la Antiquísima y muy respetable sociedad de antiguos Masones o Arquitectos Unidos (fue la primera y única persona en la historia de la Francmasonería que ostentó este cargo a nivel universal), pero resolvió que luego de su muerte, este poder fuese delegado a un Supremo Consejo del Grado XXXIII en cada país en donde aún no lo hubiere.
Un Supremo Consejo no puede, en ningún caso, ser creado por una Obediencia Simbólica, ya que esta "creación" es una prerrogativa de los Soberanos Grandes Inspectores Generales (artículo II de las Grandes Constituciones de 1786).

## Supremo Consejo del Grado XXXIII para España
En España en algunos momentos del siglo XIX existieron hasta 4 Supremos Consejos de Grado 33, que al final del mismo siglo acabaron siendo uno solo.
En 1939, tras la guerra civil española, el Supremo Consejo tuvo que exiliarse primero a Francia y posteriormente a México. El Supremo Consejo de México dio asilo al de España, que regresó tras el acuerdo alcanzado en la 27.ª Convención de Supremos Consejos del grado 33º los días 21, 22 y 23 de mayo de 1977. Al morir Juan Pablo García Álvarez, último Soberano elegido en México, le sustituyó Julián Calvo Blanco, que fue el que elevó al grado 33º a Ramón Torres Izquierdo, quien desempeñó dicho cargo en el período comprendido entre 2003 y 2012. 
El Supremo Consejo del Grado 33º, y último del Rito Escocés Antiguo y Aceptado para España, siempre ha sido un organismo independiente que ha mantenido un Tratado de Amistad con un Gran Oriente o Gran Logia de donde coopta sus miembros. Hasta 1986 lo hacía del Gran Oriente Español y desde ese año fue de la Gran Logia de España. En 2007 se rompieron las relaciones fraternales entre el Supremo Consejo del Grado 33º y último del Rito Escocés Antiguo y Aceptado para España y la Gran Logia de España, siendo Soberano Gran Comendador Ramón Torres Izquierdo y Gran Maestro José Carretero Domenech. En la actualidad ocupa el cargo de Soberano Gran Comendador Jesús Soriano Carrillo y el Supremo Consejo mantiene excelentes relaciones con la Gran Logia de España.
Por otro lado, las Logias españolas que trabajan el Rito Escocés Antiguo y Aceptado bajo los auspicios de Obediencias de ámbito internacional suelen estar federadas a los Supremos Consejos afines a sus Obediencias:
- Logias españolas del Gran Oriente de Francia - Supremo Consejo del Gran Colegio del Rito Escocés Antiguo y Aceptado del Gran Oriente de Francia.
- Logias españolas de la Gran Logia de Francia - Supremo Consejo de Francia.

Por último, existen Obediencias con logias en España, como la Federación Española de la Orden Masónica Mixta Internacional el Derecho Humano, que trabajan todos los grados del 1º al 33º del Rito Escocés Antiguo y Aceptado bajo los auspicios de una única estructura, en este caso el de su Federación Internacional.

## Supremo Consejo del Grado XXXIII para Chile
véase Francmasonería en Chile

## Supremo Consejo del Grado XXXIII para Colombia
véase Supremo Consejo del grado 33 para Colombia 

## Supremo Consejo del Grado XXXIII para México
véase Francmasonería en México